# Сюзанна Бланк
Сюзанна Бланк (англ. Suzanne Blanc; 1915, Массачусетс — 5 жовтня 1999) — американська письменниця детективного жанру, яка отримала за роман «Зелений камінь» («The Green Stone») премію Едгара По (1961) та французьку Гран-прі поліцейської літератури (1962).
Вона написала три інші романи, об'єднані головним героєм, мексиканським поліцейським інспектором Мігелем Менендесом та короткі оповідання до антологій та періодичних видань, зокрема до часопису «Ellery Queen's Mystery Magazine».

## Письменницький доробок
Романи (серія «Інспектор Мігель Менендес»):
- The Green Stone («Зелений камінь»), 1961;
- The Yellow Villa («Жовта вілла»), 1964;
- The Rose Window («Трояндове вікно»), 1967.

Інші романи:
- The Sea Troll («Морський троль»), 1969.